# Exacum anisopterum
Exacum anisopterum är en gentianaväxtart som beskrevs av J. Klackenberg. Exacum anisopterum ingår i släktet Exacum och familjen gentianaväxter. Inga underarter finns listade i Catalogue of Life.